# Christian Ramos
Christian Guillermo Martín Ramos Garagay (Lima, 4 november 1988) is een Peruviaans voetballer die doorgaans als verdediger speelt. Hij verruilde Gimnasia in januari 2018 transfervrij voor Tiburones Rojos. Ramos debuteerde in 2009 in het Peruviaans voetbalelftal.

## Carrière
Ramos stroomde in 2007 door vanuit de jeugd van Sporting Cristal. Hij speelde daarna ook nog in eigen land voor USMP, Alianza Lima en Juan Aurich. Hij werd in 2010 voor het eerste landskampioen, als basisspeler van USMP. Ramos week in juli 2016 voor de eerste keer in zijn carrière uit naar een andere competitie. Hij ging toen voor Gimnasia spelen in de Primera División. Het lukte hem hier niet om basisspeler te worden. Gimnasia verhuurde Ramos in januari 2017 voor een jaar aan Emelec. Daarmee werd hij dat seizoen Ecuadoriaans landskampioen. Na zijn terugkomst bij Gimnasia vertrok hij transfervrij naar Tiburones Rojos.

## Interlandcarrière
Ramos debuteerde op 10 september 2009 in het Peruviaans voetbalelftal. Dat verloor die dag een kwalificatiewedstrijd voor het wereldkampioenschap voetbal 2010 in en van Venezuela (3–1). Ramos was met Peru actief op de Copa América 2011, Copa América 2015 en Copa América Centenario. Zijn ploeggenoten en hij werden in zowel 2011 als 2015 derde. Op de Copa América Centenario was de kwartfinale het eindstation. Ramos was in november 2017 een van de twee Peruviaanse doelpuntenmakers tijdens een dubbele play-off tegen Nieuw-Zeeland, waarin Peru zich plaatste voor het WK 2018. Dit was het eerste WK waarvoor Peru zich kwalificeerde sinds dat van 1982.

## Erelijst
| Competitie                | Aantal | Jaren |      |      |
| USMP                      | USMP   | USMP  | USMP | USMP |
| ------------------------- | ------ | ----- | ---- | ---- |
| Kampioen Primera División | 1x     | 2010  |      |      |
| Emelec                    |        |       |      |      |
| Serie A                   | 1x     | 2017  |      |      |

1 Gallese ·
2 Rodriguez  ·
3 Corzo ·
4 Santamaria ·
5 Araujo ·
6 Trauco ·
7 Hurtado ·
8 Cueva ·
9 Guerrero ·
10 Farfán ·
11 Ruidíaz ·
12 Cáceda ·
13 Tapia ·
14 Polo ·
15 Ramos ·
16 Cartagena ·
17 Advíncula ·
18 Carrillo ·
19 Yotún ·
20 Flores ·
21 Carvallo ·
22 Loyola ·
23 Aquino ·
Coach: Gareca